# Люблинский замок
Люблинской замок — оборонительный и дворцовый архитектурный комплекс в польском городе Люблин.
Замок был построен в XIV веке в готическом стиле как оборонительное сооружение, был местом резиденции польских королей. Позднее был существенно перестроен в ренессансном стиле и расширен. Комплекс несколько раз перестраивался и был разрушен, пока не приобрёл нынешний неоготический облик.
В 1569 году здесь была подписана и ратифицирована Люблинская уния — союз между Королевством Польским и Великим княжеством Литовским.
Замок является одной из наиболее известных королевских резиденций Польши и достопримечательностей Люблина. Он находится на Замковом холме, снаружи от Старого города, со стороны Гродских ворот (Brama Grodzka).

## История

### Средневековье
Замок был построен на холме у слияния рек Быстшица и Чехувка. На этом месте сохранились следы раннеславянского укрепленного поселения VI—IX веков, известного, как замок на Чехуве (Zamek na Czechowie).
Древнейший королевский замок относится к 1115 году, в XII веке здесь стояло деревянное оборонительное сооружение. В XIII веке, возможно Даниилом Галицким в 1243—1244 годах, внутри защитных сооружений была достроена из кирпича жилая башня-донжон в романском стиле — первое из сохранившихся до наших дней на территории замка строений.
Замок многократно разрушался и перестраивался; основание его относят к периоду XIII-XVI веков или же к XIV веку, в первой половине которого король Польши Казимир Великий построил на холме каменный замок, вошедший в цепь крепостей, сооруженных в то время в Малой Польше. Единственная часть замка XIV, сохранившаяся до наших дней — часовня Троицы, со сделанными русским мастером Андреем во время правления Владислава Ягайло (завершено в 1418 году) редкими для Польши русско-византийскими росписями.
В 1473—1476 годах в замке жил автор «Истории Польши», воспитатель сыновей короля Казимира Ягеллончика, Ян Длугош.
В 1474 году, во времена правления Казимира Ягеллончика, Люблин стал столицей новообразованного Люблинского воеводства.

### Период Нового времени
С ростом в XV—XVI веках значения Люблина, как торгового и административного центра, росло и значение Люблинского замка, он нередко служил местом пребывания королям и другим важным персонам. Около 1520 года королём Сигизмундом I были начаты работы по расширению замка. Для королевской резиденции и королевского двора был достроен второй этаж с роскошными интерьерами, многие новые здания были добавлены к комплексу, и он был окружен общей стеной с зубцами. Все новые постройки были сделаны с аттиком и замок получил ренессансный облик, став первым зданием архитектуры Ренессанса в Люблине. Автором работ называют жившего в Люблине с 1530 года королевского архитектора Bartolommeo Berrecci.
В 1569-м году, во время проведения Сейма, король Сигизмунд Август встречался с послами в залах Люблинского замка. В замке принимались важные политические решения, в результате которых здесь был подписан и ратифицирован акт польско-литовской Люблинской унии, положивший начало государству, известному как Речь Посполитая.
Во время польско-шведской войны в замке пребывал король Ян II Казимир.
Между 1655 и 1657 годами замок был существенно разрушен.
В 1671 году были построены два здания, дополнительно строится угловая башня и обширные подвалы, на нижнем этаже которой располагалась часовня. В 1764 году в одном из помещений обвалился потолок, которым убило четырёх благородных господ.
Частично разрушенный во время войн, проводимых Польшей в XVII—XVIII веках, замок был полностью разобран в конце XVIII-начале XIX.

### XIX—XX век: Люблинская замковая тюрьма и музей репрессий
Заново отстроен в неоготическом стиле к 1826 году. План был подготовлен главным архитектором Царства Польского Aleksander Groffe в 1819 году и одобрен наместником Юзефом Зайончеком, строительство проведено в 1823—1826 годах архитектором Jan Stompf, неоготические черты сочетались с неоклассицистскими деталями; построенное первым южное крыло вписало в комплекс построек сохранившиеся башню и капеллу; после завершения строительства всех четырех крыльев, образовавших замкнутый прямоугольник, были перекопаны склоны холма, на котором стоит замок.
По решению властей Царства Польского, замок был отстроен с тем, чтобы использоваться, как тюрьма; эта была первая в Польше тюрьма, задуманная как укрепленный замок. В 1831—1915 служил царской тюрьмой, в основном для борцов за независимость Польши; в 1918—1939, помимо уголовных преступников, здесь содержались члены объявленной вне закона компартии Польши; во время нацистской оккупации замок находился под управлением Гестапо. Перед отступлением нацистами устроили массовую расправу над заключёнными замка (поль.).
После отступления нацистов, замок оказался под управлением НКВД СССР и с июля 1944 года (официально с 26 июля) функционировал как советская спецтюрьма, куда попадали арестованные СМЕРШем 1БФ поляки. Инициатором использования замка для нужд содержания неугодных советскому режиму поляков был генерал Серов. По сообщению А. К. Адамса в 1946 году, военнослужащие Армии Крайовой расстреливались в Люблинском замке целыми взводами; репрессиями руководило напрямую руководство НКВД. Также замок использовался как пересыльная тюрьма для отправки заключённых в СССР, в лагеря ГУПВИ НКВД. 19 февраля 1945 года 12 польских военнослужащих—заключённых тюрьмы совершили побег, о котором Берия тут же доложил Сталину и членам Политбюро. Замок использовался в качестве тюрьмы более века, вплоть до 1954 года, став символом репрессий. Деятельность советских органов госбезопасности на польской земле и в Люблинской тюрьме в особенности замалчивалась коммунистической польской историографией до 1989 года. После падения коммунистического режима в Польше на воротах замка появилась мемориальная табличка жертвам режима «в честь поляков погибших в гитлеровских и сталинских лагерях».
Помимо тюрьмы, в замке и его пристройках функционировали суд, больница, мастерские и прачечная. В 1904 году на территории замка был построен православный храм.
В 1954—56 годах замок престраивался, и с 1957 года в его стенах функционирует основанный в 1906 году Люблинский музей.

## В настоящее время
Представленные в замки экспозиции Люблинского музея включают археологические, этнографические, военные и нумизматические коллекции, а также собрание живописи.
Наиболее примечательные среди сохранившихся до нашего времени построек:
- романская башня-донжон (XIII век).
- готическая часовня Троицы (ок. 1395 года) с хорошо сохранившимися и редкими для Польши русско-византийскими росписями; именно здесь была подписана Люблинская Уния[7]. Часовня отмечена Знаком европейского наследия[1].

Сохранились также остатки готической башни, принадлежавшей кирпичному замку XIV—XVI веков и известной как «Еврейская башня».